# Emo Bohúň
Emo Bohúň (13. duben 1899 Ružomberok - 15. červenec 1959 Bratislava) byl slovenský spisovatel, novinář, redaktor, zakladatel humoristických časopisů Dereš, Bubon a Veselé noviny. Je také autorem memoárových a humoristických próz a lidových románů, přičemž některé z nich byly i zfilmovány.

## Život
Studoval na gymnáziu v Ružomberku, v maďarském Makově a na obchodní akademii v Dolném Kubíně. Po roce 1918 působil jako referent, bankovní úředník a redaktor v Prešově. Následně působil jako úředník, nebo redaktor ve městech Košice, Ružomberok a Bratislava. V Bratislavě působil od roku 1925 jako redaktor několika časopisů, později jako redaktor v jistém období i ředitel Slovenské tiskové kanceláře. Po nástupu komunismu byl perzekvován, měl dočasně zákaz publikační činnosti a byl vystěhován z Bratislavy. Teprve v roce 1955 mu komunistický režim umožnil publikovat v okresních novinách Cíl v Žilině. Po pádu stalinismu publikoval jako redaktor závodního časopisu Úderník. V tomto období přispíval do Roháče, Nové literatury, Technických novin, Večerníku, Života a zejména do Kulturního života. Do Bratislavy se směl vrátit díky přímluvě Juraje Špitzera. Je také autorem libreta operety Ženské rozmary (1922) a překládal z maďarské literatury (Kálmán Mikszáth). V Žilině v ulici J. M. Hurbana má od roku 1999 umístěnou pamětní desku.